# Gymnogryllus kashmirensis
Gymnogryllus kashmirensis är en insektsart som beskrevs av Bhowmik 1967. Gymnogryllus kashmirensis ingår i släktet Gymnogryllus och familjen syrsor. Inga underarter finns listade i Catalogue of Life.